# 2. Bundesliga 2017-18
La temporada 2017-18 de la 2. Bundesliga correspondió a la 44.ª edición de la Segunda División de Alemania. La fase regular comenzó a disputarse el 28 de julio de 2017 y terminó el 13 de mayo de 2018.

## Sistema de competición
Participaron en la 2. Bundesliga 18 clubes que, siguiendo un calendario establecido por sorteo, se enfrentaron entre sí en dos partidos, uno en terreno propio y otro en campo contrario. El ganador de cada partido tuvo tres puntos, el empate otorgó un punto y la derrota, cero puntos.
El torneo se disputó entre los meses de julio de 2017 y mayo de 2018. Al término de la temporada, los dos primeros clasificados ascendieron a la 1. Bundesliga, y el tercer clasificado disputó su ascenso con el antepenúltimo clasificado de la 1. Bundesliga. Los dos últimos descendieron a la 3. Liga y el antepenúltimo clasificado disputó su permanencia con el tercer clasificado de la 3. Liga.

## Relevo anual de clubes
| Pos  | Descendidos de la 1. Bundesliga |
| ---- | ------------------------------- |
| 17.º | Ingolstadt 04                   |
| 18.º | Darmstadt 98                    |

| Pos | Ascendidos de la 2. Bundesliga |
| --- | ------------------------------ |
| 1.º | Stuttgart                      |
| 2.º | Hannover 96                    |

| Pos  | Descendidos de la 2. Bundesliga |
| ---- | ------------------------------- |
| 16.° | 1860 Múnich                     |
| 17.º | Wurzburgo Kickers               |
| 18.º | Karlsruher                      |

| Pos | Ascendidos de la 3. Liga |
| --- | ------------------------ |
| 1.º | Duisburgo                |
| 2.º | Holstein Kiel            |
| 3.° | Jahn Ratisbona           |

### Clubes participantes
| Club                   | Ciudad                  | Estadio                                  | Aforo  |
| ---------------------- | ----------------------- | ---------------------------------------- | ------ |
| 1. FC Heidenheim 1846  | Heidenheim an der Brenz | Voith-Arena                              | 10.001 |
| 1. FC Kaiserslautern   | Kaiserslautern          | Fritz-Walter-Stadion                     | 49.780 |
| 1. FC Union Berlin     | Berlín                  | Alte Försterei                           | 18.432 |
| Arminia Bielefeld      | Bielefeld               | Schüco Arena                             | 27.300 |
| Eintracht Braunschweig | Brunswick               | Eintracht-Stadion                        | 25.540 |
| Holstein Kiel          | Kiel                    | Holstein-Stadion                         | 11.522 |
| MSV Duisburgo          | Duisburgo               | Schauinsland-Reisen-Arena                | 31.514 |
| FC Ingolstadt 04       | Ingolstadt              | Audi Sportpark                           | 15.445 |
| SV Darmstadt 98        | Darmstadt               | Jonathan-Heimes-Stadion am Böllenfalltor | 16.500 |
| Greuther Fürth         | Fürth                   | Sportpark Ronhof Thomas Sommer           | 18.000 |
| SV Sandhausen          | Sandhausen              | BWT-Stadion am Hardtwald                 | 12.100 |
| VfL Bochum             | Bochum                  | Vonovia Ruhrstadion                      | 30.748 |
| FC St. Pauli           | Hamburgo                | Millerntor-Stadion                       | 29.546 |
| F. C. Núremberg        | Núremberg               | Max-Morlock-Stadion                      | 46.780 |
| Dinamo Dresde          | Dresde                  | DDV-Stadiom                              | 32.066 |
| FC Erzgebirge Aue      | Aue                     | Sparkassen-Erzgebirgsstadion             | 16.000 |
| Fortuna Düsseldorf     | Düsseldorf              | ESPRIT arena                             | 54.600 |
| Jahn Regensburg        | Ratisbona               | Continental Arena                        | 15.224 |

### Equipos porLänder
| Región                      | N.º | Equipos                                                                |
| --------------------------- | --- | ---------------------------------------------------------------------- |
| Renania del Norte-Westfalia | 4   | Arminia Bielefeld, VfL Bochum, Duisburgo y Fortuna Düsseldorf          |
| Baviera                     | 4   | Jahn Regensburg, SpVgg Greuther Fürth, Ingolstadt 04 y 1. FC Núremberg |
| Baden-Württemberg           | 2   | 1. FC Heidenheim y SV Sandhausen                                       |
| Sajonia                     | 2   | Dinamo Dresde y FC Erzgebirge Aue                                      |
| Baja Sajonia                | 1   | Eintracht Braunschweig                                                 |
| Berlín                      | 1   | 1. FC Union Berlin                                                     |
| Hesse                       | 1   | Darmstadt 98                                                           |
| Hamburgo                    | 1   | FC St. Pauli                                                           |
| Schleswig-Holstein          | 1   | Holstein Kiel                                                          |
| Renania-Palatinado          | 1   | 1. FC Kaiserslautern                                                   |

## Clasificación
- Actualizado el 13 de mayo de 2018.

|  |     | Equipo                 | PJ | PG | PE | PP | GF | GC | DG  | PTS |
|  | --- | ---------------------- | -- | -- | -- | -- | -- | -- | --- | --- |
|  | 1.  | Fortuna Düsseldorf     | 34 | 19 | 6  | 9  | 57 | 44 | +13 | 63  |
|  | 2.  | Núremberg              | 34 | 17 | 9  | 8  | 61 | 39 | +22 | 60  |
|  | 3.  | Holstein Kiel          | 34 | 14 | 14 | 6  | 71 | 44 | +27 | 56  |
|  | 4.  | Arminia Bielefeld      | 34 | 12 | 12 | 10 | 51 | 47 | +4  | 48  |
|  | 5.  | Jahn Regensburg        | 34 | 14 | 6  | 14 | 53 | 53 | 0   | 48  |
|  | 6.  | Bochum                 | 34 | 13 | 9  | 12 | 37 | 40 | -3  | 48  |
|  | 7.  | Duisburgo              | 34 | 13 | 9  | 12 | 52 | 56 | -4  | 48  |
|  | 8.  | Union Berlín           | 34 | 12 | 11 | 11 | 54 | 46 | +8  | 47  |
|  | 9.  | Ingolstadt 04          | 34 | 12 | 9  | 13 | 47 | 45 | +2  | 45  |
|  | 10. | Darmstadt 98           | 34 | 10 | 13 | 11 | 47 | 45 | +2  | 43  |
|  | 11. | Sandhausen             | 34 | 11 | 10 | 13 | 35 | 33 | +2  | 43  |
|  | 12. | St. Pauli              | 34 | 11 | 10 | 13 | 35 | 48 | -13 | 43  |
|  | 13. | Heidenheim             | 34 | 11 | 9  | 14 | 49 | 55 | -6  | 42  |
|  | 14. | Dinamo Dresde          | 34 | 11 | 8  | 15 | 42 | 52 | -10 | 41  |
|  | 15. | Greuther Fürth         | 34 | 10 | 10 | 14 | 37 | 48 | -11 | 40  |
|  | 16. | Erzgebirge Aue         | 34 | 10 | 10 | 14 | 35 | 49 | -14 | 40  |
|  | 17. | Eintracht Braunschweig | 34 | 8  | 15 | 11 | 37 | 43 | -6  | 39  |
|  | 18. | Kaiserslaurtern        | 34 | 9  | 8  | 17 | 42 | 55 | -13 | 35  |

| Leyenda |                                            |
|         | Asciende a 1. Bundesliga 2018-19.          |
|         | Promoción de ascenso a Bundesliga 2018-19. |
|         | Promoción de descenso a 3. Liga 2018-19.   |
|         | Desciende a 3. Liga 2018-19.               |

## Evolución de las posiciones
- Actualizado el 13 de mayo de 2018.

| Equipo / Jornada       | 1  | 2  | 3  | 4  | 5  | 6  | 7  | 8  | 9  | 10 | 11 | 12 | 13 | 14 | 15 | 16 | 17 | 18 | 19 | 20 | 21 | 22 | 23 | 24 | 25 | 26 | 27 | 28 | 29 | 30 | 31 | 32 | 33 | 34 |
| Equipo / Jornada       |    |    |    |    |    |    |    |    |    |    |    |    |    |    |    |    |    |    |    |    |    |    |    |    |    |    |    |    |    |    |    |    |    |    |
| ---------------------- | -- | -- | -- | -- | -- | -- | -- | -- | -- | -- | -- | -- | -- | -- | -- | -- | -- | -- | -- | -- | -- | -- | -- | -- | -- | -- | -- | -- | -- | -- | -- | -- | -- | -- |
| Fortuna Düsseldorf     | 9  | 5  | 3  | 1  | 1  | 3  | 1  | 1  | 1  | 1  | 1  | 1  | 1  | 2  | 2  | 2  | 3  | 1  | 1  | 1  | 1  | 1  | 2  | 2  | 1  | 1  | 1  | 1  | 1  | 1  | 1  | 1  | 2  | 1  |
| Núremberg              | 1  | 1  | 4  | 7  | 10 | 5  | 4  | 2  | 5  | 3  | 3  | 3  | 4  | 4  | 3  | 3  | 2  | 3  | 3  | 2  | 2  | 2  | 1  | 1  | 2  | 2  | 2  | 2  | 2  | 2  | 2  | 2  | 1  | 2  |
| Holstein Kiel          | 10 | 10 | 8  | 6  | 3  | 1  | 5  | 3  | 2  | 2  | 2  | 2  | 2  | 1  | 1  | 1  | 1  | 2  | 2  | 3  | 3  | 3  | 3  | 3  | 3  | 3  | 3  | 3  | 3  | 3  | 3  | 3  | 3  | 3  |
| Arminia Bielefeld      | 2  | 3  | 1  | 3  | 4  | 6  | 6  | 6  | 4  | 6  | 7  | 9  | 9  | 9  | 6  | 5  | 6  | 9  | 10 | 8  | 8  | 9  | 5  | 8  | 7  | 5  | 5  | 6  | 6  | 5  | 5  | 4  | 4  | 4  |
| Jahn Regensburg        | 13 | 14 | 12 | 14 | 13 | 15 | 16 | 12 | 14 | 14 | 15 | 15 | 13 | 13 | 9  | 7  | 12 | 8  | 9  | 7  | 7  | 6  | 8  | 5  | 6  | 4  | 4  | 5  | 5  | 4  | 4  | 5  | 5  | 5  |
| Bochum                 | 15 | 11 | 15 | 12 | 12 | 12 | 15 | 11 | 13 | 11 | 13 | 13 | 14 | 14 | 15 | 13 | 9  | 12 | 13 | 14 | 14 | 14 | 14 | 15 | 14 | 15 | 13 | 8  | 7  | 6  | 6  | 6  | 6  | 6  |
| Duisburgo              | 16 | 12 | 9  | 11 | 8  | 11 | 11 | 14 | 15 | 15 | 14 | 14 | 12 | 8  | 11 | 8  | 10 | 7  | 5  | 5  | 4  | 4  | 6  | 4  | 4  | 6  | 7  | 9  | 10 | 12 | 10 | 7  | 8  | 7  |
| Union Berlín           | 4  | 2  | 6  | 4  | 7  | 8  | 10 | 9  | 7  | 4  | 4  | 4  | 3  | 3  | 4  | 4  | 4  | 6  | 7  | 9  | 10 | 8  | 10 | 7  | 8  | 8  | 8  | 11 | 11 | 9  | 9  | 10 | 9  | 8  |
| Ingolstadt 04          | 14 | 18 | 17 | 15 | 15 | 14 | 13 | 16 | 12 | 13 | 11 | 7  | 5  | 5  | 5  | 6  | 5  | 4  | 4  | 6  | 5  | 5  | 7  | 10 | 11 | 11 | 6  | 4  | 4  | 7  | 7  | 9  | 7  | 9  |
| Darmstadt 98           | 5  | 9  | 5  | 2  | 2  | 2  | 3  | 4  | 8  | 8  | 10 | 11 | 11 | 12 | 13 | 16 | 16 | 16 | 16 | 16 | 16 | 17 | 17 | 17 | 17 | 17 | 17 | 17 | 17 | 17 | 17 | 17 | 14 | 10 |
| Sandhausen             | 7  | 8  | 2  | 5  | 6  | 4  | 2  | 5  | 3  | 5  | 5  | 6  | 7  | 6  | 7  | 10 | 7  | 5  | 6  | 4  | 6  | 7  | 4  | 6  | 5  | 7  | 10 | 7  | 9  | 8  | 8  | 8  | 11 | 11 |
| St. Pauli              | 3  | 6  | 10 | 8  | 5  | 7  | 7  | 8  | 6  | 7  | 6  | 5  | 6  | 7  | 8  | 14 | 15 | 10 | 8  | 10 | 11 | 11 | 11 | 9  | 10 | 10 | 11 | 10 | 15 | 16 | 16 | 13 | 10 | 12 |
| Heidenheim             | 11 | 16 | 13 | 16 | 16 | 16 | 14 | 15 | 16 | 16 | 16 | 16 | 16 | 15 | 14 | 11 | 14 | 15 | 11 | 11 | 9  | 10 | 9  | 11 | 9  | 12 | 14 | 16 | 16 | 13 | 14 | 11 | 12 | 13 |
| Dinamo Dresde          | 6  | 7  | 11 | 13 | 14 | 10 | 12 | 13 | 10 | 9  | 12 | 12 | 15 | 16 | 16 | 12 | 8  | 11 | 12 | 13 | 12 | 13 | 13 | 12 | 13 | 9  | 12 | 13 | 13 | 15 | 11 | 12 | 13 | 14 |
| Greuther Fürth         | 17 | 15 | 18 | 18 | 18 | 17 | 17 | 17 | 18 | 17 | 17 | 17 | 17 | 17 | 17 | 17 | 17 | 17 | 17 | 17 | 17 | 16 | 16 | 16 | 15 | 14 | 15 | 14 | 14 | 14 | 15 | 16 | 17 | 15 |
| Erzgebirge Aue         | 12 | 17 | 14 | 10 | 11 | 13 | 9  | 7  | 9  | 10 | 8  | 8  | 8  | 11 | 10 | 15 | 13 | 13 | 14 | 15 | 15 | 15 | 15 | 14 | 16 | 16 | 16 | 15 | 8  | 10 | 13 | 15 | 15 | 16 |
| Eintracht Braunschweig | 8  | 4  | 7  | 9  | 9  | 9  | 8  | 10 | 11 | 12 | 9  | 10 | 10 | 10 | 12 | 9  | 11 | 14 | 15 | 12 | 13 | 12 | 12 | 13 | 12 | 13 | 9  | 12 | 12 | 11 | 12 | 14 | 16 | 17 |
| Kaiserslautern         | 18 | 13 | 16 | 17 | 17 | 18 | 18 | 18 | 17 | 18 | 18 | 18 | 18 | 18 | 18 | 18 | 18 | 18 | 18 | 18 | 18 | 18 | 18 | 18 | 18 | 18 | 18 | 18 | 18 | 18 | 18 | 18 | 18 | 18 |

## Resultados
- Los horarios corresponden al huso horario de Alemania (Hora central europea): UTC+1 en horario estándar y UTC+2 en horario de verano.

### Primera vuelta
| Bochum             | 0 - 1 | St. Pauli              | Vonovia Ruhrstadion                      | 28 de julio | 20:30 |
| Ingolstadt 04      | 0 - 1 | Union Berlín           | Audi Sportpark                           | 29 de julio | 13:00 |
| Darmstadt 98       | 1 - 0 | Greuther Fürth         | Jonathan-Heimes-Stadion am Böllenfalltor | 29 de julio | 15:30 |
| Arminia Bielefeld  | 2 - 1 | Jahn Regensburg        | Schüco Arena                             | 29 de julio | 15:30 |
| Núremberg          | 3 - 0 | Kaiserslautern         | Max-Morlock-Stadion                      | 30 de julio | 13:30 |
| Dinamo Dresde      | 1 - 0 | Duisburgo              | DDV-Stadiom                              | 30 de julio | 15:30 |
| Holstein Kiel      | 2 - 2 | Sandhausen             | Holstein-Stadion                         | 30 de julio | 15:30 |
| Fortuna Düsseldorf | 2 - 2 | Eintracht Braunschweig | ESPRIT arena                             | 31 de julio | 20:30 |
| Heidenheim         | 2 - 1 | Erzgebirge Aue         | Voith-Arena                              | 9 de agosto | 20:00 |

| Union Berlín           | 4 - 3 | Holstein Kiel      | Alte Försterei               | 4 de agosto | 18:30 |
| Sandhausen             | 1 - 0 | Ingolstadt 04      | BWT-Stadion am Hardtwald     | 4 de agosto | 18:30 |
| Kaiserslautern         | 1 - 1 | Darmstadt 98       | Fritz-Walter-Stadion         | 4 de agosto | 20:30 |
| Duisburgo              | 1 - 1 | Bochum             | Schauinsland-Reisen-Arena    | 5 de agosto | 13:00 |
| Eintracht Braunschweig | 2 - 0 | Heidenheim         | Eintracht-Stadion            | 5 de agosto | 15:30 |
| Jahn Regensburg        | 0 - 1 | Núremberg          | Continental Arena            | 6 de agosto | 13:30 |
| Greuther Fürth         | 1 - 2 | Arminia Bielefeld  | Sportpark Ronhof             | 6 de agosto | 15:30 |
| Erzgebirge Aue         | 0 - 2 | Fortuna Düsseldorf | Sparkassen-Erzgebirgsstadion | 6 de agosto | 15:30 |
| St. Pauli              | 2 - 2 | Dinamo Dresde      | Millerntor-Stadion           | 7 de agosto | 20:30 |

| Darmstadt 98           | 3 - 0 | St. Pauli       | Jonathan-Heimes-Stadion am Böllenfalltor | 18 de agosto | 18:30 |
| Eintracht Braunschweig | 1 - 1 | Erzgebirge Aue  | Eintracht-Stadion                        | 18 de agosto | 18:30 |
| Dinamo Dresde          | 0 - 4 | Sandhausen      | DDV-Stadiom                              | 19 de agosto | 13:00 |
| Heidenheim             | 1 - 2 | Duisburgo       | Voith-Arena                              | 19 de agosto | 13:00 |
| Fortuna Düsseldorf     | 2 - 0 | Kaiserslautern  | ESPRIT arena                             | 19 de agosto | 13:00 |
| Ingolstadt 04          | 2 - 4 | Jahn Regensburg | Audi Sportpark                           | 20 de agosto | 13:30 |
| Núremberg              | 2 - 2 | Union Berlín    | Max-Morlock-Stadion                      | 20 de agosto | 13:30 |
| Holstein Kiel          | 3 - 1 | Greuther Fürth  | Holstein-Stadion                         | 20 de agosto | 13:30 |
| Arminia Bielefeld      | 2 - 0 | Bochum          | Schüco-Arena                             | 21 de agosto | 20:30 |

| Greuther Fürth  | 0 - 1 | Ingolstadt 04          | Sportpark Ronhof             | 25 de agosto | 18:30 |
| Duisburgo       | 1 - 2 | Darmstadt 98           | Schauinsland-Reisen-Arena    | 25 de agosto | 18:30 |
| St. Pauli       | 1 - 0 | Heidenheim             | Millerntor-Stadion           | 26 de agosto | 13:00 |
| Erzgebirge Aue  | 3 - 1 | Núremberg              | Sparkassen-Erzgebirgsstadion | 26 de agosto | 13:00 |
| Jahn Regensburg | 1 - 2 | Holstein Kiel          | Continental Arena            | 26 de agosto | 13:00 |
| Union Berlín    | 1 - 1 | Arminia Bielefeld      | Alte Försterei               | 27 de agosto | 13:30 |
| Bochum          | 3 - 2 | Dinamo Dresde          | Vonovia Ruhrstadion          | 27 de agosto | 13:30 |
| Sandhausen      | 1 - 2 | Fortuna Düsseldorf     | BWT-Stadion am Hardtwald     | 27 de agosto | 13:30 |
| Kaiserslautern  | 1 - 1 | Eintracht Braunschweig | Fritz-Walter-Stadion         | 28 de agosto | 20:30 |

| Dinamo Dresde          | 1 - 1 | Greuther Fürth  | DDV-Stadiom                              | 8 de septiembre  | 18:30 |
| Heidenheim             | 1 - 3 | Jahn Regensburg | Voith-Arena                              | 8 de septiembre  | 18:30 |
| Ingolstadt 04          | 1 - 2 | Erzgebirge Aue  | Audi Sportpark                           | 9 de septiembre  | 13:00 |
| Arminia Bielefeld      | 0 - 4 | Duisburgo       | Schüco-Arena                             | 9 de septiembre  | 13:00 |
| Holstein Kiel          | 2 - 1 | Kaiserslautern  | Holstein-Stadion                         | 9 de septiembre  | 13:00 |
| Darmstadt 98           | 1 - 2 | Bochum          | Jonathan-Heimes-Stadion am Böllenfalltor | 10 de septiembre | 13:30 |
| Eintracht Braunschweig | 1 - 1 | Sandhausen      | Eintracht-Stadion                        | 10 de septiembre | 13:30 |
| Fortuna Düsseldorf     | 3 - 2 | Union Berlín    | ESPRIT Arena                             | 10 de septiembre | 13:30 |
| Núremberg              | 0 - 1 | St. Pauli       | Max-Morlock-Stadion                      | 11 de septiembre | 20:30 |

| Union Berlín    | 1 - 1 | Eintracht Braunschweig | Alte Försterei                           | 15 de septiembre | 18:30 |
| Erzgebirge Aue  | 0 - 3 | Holstein Kiel          | Sparkassen-Erzgebirgsstadion             | 15 de septiembre | 18:30 |
| St. Pauli       | 0 - 4 | Ingolstadt 04          | Millerntor-Stadion                       | 16 de septiembre | 13:00 |
| Sandhausen      | 1 - 0 | Kaiserslautern         | BWT-Stadion am Hardtwald                 | 16 de septiembre | 13:00 |
| Duisburgo       | 1 - 6 | Núremberg              | Schauinsland-Reisen-Arena                | 16 de septiembre | 13:00 |
| Darmstadt 98    | 4 - 3 | Arminia Bielefeld      | Jonathan-Heimes-Stadion am Böllenfalltor | 17 de septiembre | 13:30 |
| Greuther Fürth  | 3 - 1 | Fortuna Düsseldorf     | Sportpark Ronhof                         | 17 de septiembre | 13:30 |
| Bochum          | 1 - 2 | Heidenheim             | Vonovia Ruhrstadion                      | 17 de septiembre | 13:30 |
| Jahn Regensburg | 0 - 2 | Dinamo Dresde          | Continental Arena                        | 17 de septiembre | 13:30 |

| Ingolstadt 04          | 2 - 2 | Duisburgo         | Audi Sportpark           | 19 de septiembre | 18:30 |
| Sandhausen             | 1 - 0 | Union Berlín      | BWT-Stadion am Hardtwald | 19 de septiembre | 18:30 |
| Kaiserslautern         | 0 - 2 | Erzgebirge Aue    | Fritz-Walter-Stadion     | 19 de septiembre | 18:30 |
| Holstein Kiel          | 0 - 1 | St. Pauli         | Holstein Stadion         | 19 de septiembre | 18:30 |
| Eintracht Braunschweig | 3 - 0 | Greuther Fürth    | Eintracht-Stadion        | 20 de septiembre | 18:30 |
| Dinamo Dresde          | 0 - 2 | Arminia Bielefeld | DDV-Stadiom              | 20 de septiembre | 18:30 |
| Heidenheim             | 2 - 2 | Darmstadt 98      | Voith-Arena              | 20 de septiembre | 18:30 |
| Fortuna Düsseldorf     | 1 - 0 | Jahn Regensburg   | ESPRIT Arena             | 20 de septiembre | 18:30 |
| Núremberg              | 3 - 1 | Bochum            | Max-Morlock-Stadion      | 21 de septiembre | 20:30 |

| Erzgebirge Aue    | 1 - 0 | Sandhausen             | Sparkassen-Erzgebirgsstadion             | 22 de septiembre | 18:30 |
| Duisburgo         | 1 - 3 | Holstein Kiel          | Schauinsland-Reisen-Arena                | 22 de septiembre | 18:30 |
| St. Pauli         | 1 - 2 | Fortuna Düsseldorf     | Millerntor-Stadion                       | 23 de septiembre | 13:00 |
| Arminia Bielefeld | 1 - 1 | Heidenheim             | Schüco Arena                             | 23 de septiembre | 13:00 |
| Jahn Regensburg   | 2 - 1 | Eintracht Braunschweig | Continental Arena                        | 23 de septiembre | 13:00 |
| Darmstadt 98      | 3 - 3 | Dinamo Dresde          | Jonathan-Heimes-Stadion am Böllenfalltor | 24 de septiembre | 13:30 |
| Greuther Fürth    | 1 - 3 | Núremberg              | Sportpark Ronhof                         | 24 de septiembre | 13:30 |
| Bochum            | 2 - 0 | Ingolstadt 04          | Vonovia Ruhrstadion                      | 24 de septiembre | 13:30 |
| Union Berlín      | 5 - 0 | Kaiserslautern         | Alte Försterei                           | 25 de septiembre | 20:30 |

| Ingolstadt 04          | 3 - 0 | Darmstadt 98      | Audi Sportpark               | 29 de septiembre | 18:30 |
| Kaiserslautern         | 3 - 0 | Greuther Fürth    | Fritz-Walter-Stadion         | 29 de septiembre | 18:30 |
| Núremberg              | 1 - 2 | Arminia Bielefeld | Max-Morlock-Stadion          | 30 de septiembre | 13:00 |
| Erzgebirge Aue         | 1 - 2 | Union Berlín      | Sparkassen-Erzgebirgsstadion | 30 de septiembre | 13:00 |
| Holstein Kiel          | 3 - 0 | Bochum            | Holstein Stadion             | 30 de septiembre | 13:00 |
| Eintracht Braunschweig | 0 - 2 | St. Pauli         | Eintracht-Stadion            | 1 de octubre     | 13:30 |
| Heidenheim             | 0 - 2 | Dinamo Dresde     | Voith-Arena                  | 1 de octubre     | 13:30 |
| Sandhausen             | 2 - 0 | Jahn Regensburg   | BWT-Stadion am Hardtwald     | 1 de octubre     | 13:30 |
| Fortuna Düsseldorf     | 3 - 1 | Duisburgo         | ESPRIT Arena                 | 2 de octubre     | 20:30 |

| St. Pauli         | 1 - 1 | Kaiserslautern         | Millerntor-Stadion                       | 13 de octubre | 18:30 |
| Duisburgo         | 0 - 0 | Eintracht Braunschweig | Schauinsland-Reisen-Arena                | 13 de octubre | 18:30 |
| Dinamo Dresde     | 2 - 2 | Ingolstadt 04          | DDV-Stadiom                              | 14 de octubre | 13:00 |
| Bochum            | 2 - 0 | Sandhausen             | Vonovia Ruhrstadion                      | 14 de octubre | 13:00 |
| Arminia Bielefeld | 0 - 2 | Fortuna Düsseldorf     | Schüco-Arena                             | 14 de octubre | 13:00 |
| Heidenheim        | 3 - 5 | Holstein Kiel          | Voith-Arena                              | 15 de octubre | 13:30 |
| Greuther Fürth    | 2 - 1 | Erzgebirge Aue         | Sportpark Ronhof                         | 15 de octubre | 13:30 |
| Jahn Regensburg   | 0 - 2 | Union Berlín           | Continental Arena                        | 15 de octubre | 13:30 |
| Darmstadt 98      | 3 - 4 | Núremberg              | Jonathan-Heimes-Stadion am Böllenfalltor | 16 de octubre | 20:30 |

| Ingolstadt 04          | 3 - 0 | Heidenheim        | Audi Sportpark               | 20 de octubre | 18:30 |
| Fortuna Düsseldorf     | 1 - 0 | Darmstadt 98      | ESPRIT Arena                 | 20 de octubre | 18:30 |
| Eintracht Braunschweig | 1 - 0 | Bochum            | Eintracht-Stadion            | 21 de octubre | 13:00 |
| Union Berlín           | 3 - 1 | Greuther Fürth    | Alte Försterei               | 21 de octubre | 13:00 |
| Holstein Kiel          | 2 - 1 | Arminia Bielefeld | Holstein Stadion             | 21 de octubre | 13:00 |
| Núremberg              | 2 - 1 | Dinamo Dresde     | Max-Morlock-Stadion          | 22 de octubre | 13:30 |
| Kaiserslautern         | 0 - 1 | Duisburgo         | Fritz-Walter-Stadion         | 22 de octubre | 13:30 |
| Erzgebirge Aue         | 1 - 0 | Jahn Regensburg   | Sparkassen-Erzgebirgsstadion | 22 de octubre | 13:30 |
| Sandhausen             | 1 - 1 | St. Pauli         | BWT-Stadion am Hardtwald     | 23 de octubre | 20:30 |

| St. Pauli         | 1 - 1 | Erzgebirge Aue         | Millerntor-Stadion                       | 27 de octubre | 18:30 |
| Arminia Bielefeld | 1 - 3 | Ingolstadt 04          | Schüco-Arena                             | 27 de octubre | 18:30 |
| Darmstadt 98      | 1 - 1 | Holstein Kiel          | Jonathan-Heimes-Stadion am Böllenfalltor | 28 de octubre | 13:00 |
| Greuther Fürth    | 2 - 1 | Sandhausen             | Sportpark Ronhof                         | 28 de octubre | 13:00 |
| Jahn Regensburg   | 3 - 1 | Kaiserslautern         | Continental Arena                        | 28 de octubre | 13:00 |
| Dinamo Dresde     | 1 - 1 | Eintracht Braunschweig | DDV-Stadiom                              | 29 de octubre | 13:30 |
| Heidenheim        | 1 - 0 | Núremberg              | Voith-Arena                              | 29 de octubre | 13:30 |
| Duisburgo         | 1 - 1 | Union Berlín           | Schauinsland-Reisen-Arena                | 29 de octubre | 13:30 |
| Bochum            | 0 - 0 | Fortuna Düsseldorf     | Vonovia Ruhrstadion                      | 30 de octubre | 20:30 |

| Sandhausen             | 0 - 1 | Duisburgo         | BWT-Stadion am Hardtwald     | 3 de noviembre | 18:30 |
| Kaiserslautern         | 0 - 0 | Bochum            | Fritz-Walter-Stadion         | 3 de noviembre | 18:30 |
| Eintracht Braunschweig | 2 - 2 | Darmstadt 98      | Eintracht-Stadion            | 4 de noviembre | 13:00 |
| Union Berlín           | 1 - 0 | St. Pauli         | Alte Försterei               | 4 de noviembre | 13:00 |
| Jahn Regensburg        | 3 - 2 | Greuther Fürth    | Continental Arena            | 4 de noviembre | 13:00 |
| Fortuna Düsseldorf     | 2 - 2 | Heidenheim        | ESPRIT Arena                 | 5 de noviembre | 13:30 |
| Erzgebirge Aue         | 1 - 1 | Arminia Bielefeld | Sparkassen-Erzgebirgsstadion | 5 de noviembre | 13:30 |
| Holstein Kiel          | 3 - 0 | Dinamo Dresde     | Holstein-Stadion             | 5 de noviembre | 13:30 |
| Núremberg              | 1 - 2 | Ingolstadt 04     | Max-Morlock-Stadion          | 6 de noviembre | 20:30 |

| Darmstadt 98      | 1 - 2 | Sandhausen             | Jonathan-Heimes-Stadion am Böllenfalltor | 17 de noviembre | 18:30 |
| Arminia Bielefeld | 2 - 2 | Eintracht Braunschweig | Schüco-Arena                             | 17 de noviembre | 18:30 |
| Heidenheim        | 4 - 3 | Union Berlín           | Voith-Arena                              | 18 de noviembre | 13:00 |
| Bochum            | 1 - 1 | Greuther Fürth         | Vonovia Ruhrstadion                      | 18 de noviembre | 13:00 |
| Núremberg         | 2 - 2 | Holstein Kiel          | Max-Morlock-Stadion                      | 18 de noviembre | 13:00 |
| Ingolstadt 04     | 1 - 0 | Fortuna Düsseldorf     | Audi Sportpark                           | 19 de noviembre | 13:30 |
| St. Pauli         | 2 - 2 | Jahn Regensburg        | Millerntor-Stadion                       | 19 de noviembre | 13:30 |
| Duisburgo         | 3 - 0 | Erzgebirge Aue         | Schauinsland-Reisen-Arena                | 19 de noviembre | 13:30 |
| Dinamo Dresde     | 1 - 2 | Kaiserslautern         | DDV-Stadiom                              | 20 de noviembre | 20:30 |

| Union Berlín           | 3 - 3 | Darmstadt 98      | Alte Försterei               | 24 de noviembre | 18:30 |
| Sandhausen             | 1 - 2 | Heidenheim        | BWT-Stadion am Hardtwald     | 24 de noviembre | 18:30 |
| Eintracht Braunschweig | 2 - 3 | Núremberg         | Eintracht-Stadion            | 25 de noviembre | 13:00 |
| Holstein Kiel          | 0 - 0 | Ingolstadt 04     | Holstein-Stadion             | 25 de noviembre | 13:00 |
| Jahn Regensburg        | 4 - 0 | Duisburgo         | Continental Arena            | 25 de noviembre | 13:00 |
| Greuther Fürth         | 4 - 0 | St. Pauli         | Sportpark Ronhof             | 26 de noviembre | 13:30 |
| Kaiserslautern         | 0 - 2 | Arminia Bielefeld | Fritz-Walter-Stadion         | 26 de noviembre | 13:30 |
| Erzgebirge Aue         | 1 - 1 | Bochum            | Sparkassen-Erzgebirgsstadion | 26 de noviembre | 13:30 |
| Fortuna Düsseldorf     | 1 - 3 | Dinamo Dresde     | ESPRIT Arena                 | 27 de noviembre | 20:30 |

| Heidenheim        | 3 - 2 | Kaiserslautern         | Voith-Arena                              | 1 de diciembre | 18:30 |
| Arminia Bielefeld | 5 - 0 | St. Pauli              | Schüco-Arena                             | 1 de diciembre | 18:30 |
| Núremberg         | 1 - 0 | Sandhausen             | Max-Morlock-Stadion                      | 2 de diciembre | 13:00 |
| Duisburgo         | 2 - 0 | Greuther Fürth         | Schauinsland-Reisen-Arena                | 2 de diciembre | 13:00 |
| Holstein Kiel     | 2 - 2 | Fortuna Düsseldorf     | Holstein-Stadion                         | 2 de diciembre | 13:00 |
| Darmstadt 98      | 0 - 1 | Jahn Regensburg        | Jonathan-Heimes-Stadion am Böllenfalltor | 3 de diciembre | 13:30 |
| Dinamo Dresde     | 4 - 0 | Erzgebirge Aue         | DDV-Stadiom                              | 3 de diciembre | 13:30 |
| Bochum            | 2 - 1 | Union Berlín           | Vonovia Ruhrstadion                      | 3 de diciembre | 13:30 |
| Ingolstadt 04     | 0 - 2 | Eintracht Braunschweig | Audi Sportpark                           | 4 de diciembre | 20:30 |

| Eintracht Braunschweig | 0 - 0 | Holstein Kiel     | Eintacht-Stadion             | 8 de diciembre  | 18:30 |
| Erzgebirge Aue         | 1 - 0 | Darmstadt 98      | Sparkassen-Erzgebirgsstadion | 8 de diciembre  | 18:30 |
| Union Berlín           | 0 - 1 | Dinamo Dresde     | Alte Försterei               | 9 de diciembre  | 13:00 |
| Greuther Fürth         | 1 - 0 | Heidenheim        | Sportpark Ronhof             | 9 de diciembre  | 13:00 |
| Jahn Regensburg        | 0 - 1 | Bochum            | Continental Arena            | 9 de diciembre  | 13:00 |
| St. Pauli              | 2 - 2 | Duisburgo         | Millerntor-Stadion           | 10 de diciembre | 13:30 |
| Sandhausen             | 3 - 1 | Arminia Bielefeld | BWT-Stadion am Hardtwald     | 10 de diciembre | 13:30 |
| Kaiserslautern         | 1 - 1 | Ingolstadt 04     | Fritz-Walter-Stadion         | 10 de diciembre | 13:30 |
| Fortuna Düsseldorf     | 0 - 2 | Núremberg         | ESPRIT Arena                 | 11 de diciembre | 20:30 |

### Segunda vuelta
| Eintracht Braunschweig | 0 - 1 | Fortuna Düsseldorf | Eintracht-Stadion            | 15 de diciembre | 18:30 |
| Union Berlín           | 1 - 2 | Ingolstadt 04      | Alte Försterei               | 15 de diciembre | 18:30 |
| Kaiserslautern         | 1 - 1 | Núremberg          | Fritz-Walter-Stadion         | 16 de diciembre | 13:00 |
| Erzgebirge Aue         | 1 - 1 | Heidenheim         | Sparkassen-Erzgebirgsstadion | 16 de diciembre | 13:00 |
| Jahn Regensburg        | 3 - 2 | Arminia Bielefeld  | Continental Arena            | 16 de diciembre | 13:00 |
| Greuther Fürth         | 1 - 1 | Darmstadt 98       | Sportpark Ronhof             | 17 de diciembre | 13:30 |
| Sandhausen             | 3 - 1 | Holstein Kiel      | BWT-Stadion am Hardtwald     | 17 de diciembre | 13:30 |
| Duisburgo              | 2 - 0 | Dinamo Dresde      | Schauinsland-Reisen-Arena    | 17 de diciembre | 13:30 |
| St. Pauli              | 2 - 1 | Bochum             | Millerntor-Stadion           | 18 de diciembre | 20:30 |

| Bochum             | 0 - 2 | Duisburgo              | Vonovia Ruhrstadion                      | 23 de enero   | 18:30 |
| Ingolstadt 04      | 0 - 0 | Sandhausen             | Audi Sportpark                           | 23 de enero   | 20:30 |
| Núremberg          | 2 - 2 | Jahn Regensburg        | Max-Morlock-Stadion                      | 23 de enero   | 20:30 |
| Holstein Kiel      | 2 - 2 | Union Berlín           | Holstein-Stadion                         | 23 de enero   | 20:30 |
| Heidenheim         | 2 - 0 | Eintracht Braunschweig | Voith-Arena                              | 24 de enero   | 20:30 |
| Fortuna Düsseldorf | 2 - 1 | Erzgebirge Aue         | ESPRIT Arena                             | 24 de enero   | 20:30 |
| Arminia Bielefeld  | 0 - 0 | Greuther Fürth         | Schüco-Arena                             | 24 de enero   | 20:30 |
| Dinamo Dresde      | 1 - 3 | St. Pauli              | DDV-Stadiom                              | 25 de enero   | 20:30 |
| Darmstadt 98       | 1 - 2 | Kaiserslautern         | Jonathan-Heimes-Stadion am Böllenfalltor | 21 de febrero | 18:30 |

| Union Berlín    | 0 - 1 | Núremberg              | Alte Försterei               | 26 de enero | 18:30 |
| Jahn Regensburg | 3 - 2 | Ingolstadt 04          | Continental Arena            | 26 de enero | 18:30 |
| Greuther Fürth  | 0 - 0 | Holstein Kiel          | Sportpark Ronhof             | 27 de enero | 13:00 |
| Kaiserslautern  | 1 - 3 | Fortuna Düsseldorf     | Fritz-Walter-Stadion         | 27 de enero | 13:00 |
| Duisburgo       | 3 - 3 | Heidenheim             | Schauinsland-Reisen-Arena    | 27 de enero | 13:00 |
| St. Pauli       | 0 - 1 | Darmstadt 98           | Millerntor-Stadion           | 28 de enero | 13:30 |
| Sandhausen      | 1 - 0 | Dinamo Dresde          | BWT-Stadion am Hardtwald     | 28 de enero | 13:30 |
| Erzgebirge Aue  | 1 - 3 | Eintracht Braunschweig | Sparkassen-Erzgebirgsstadion | 28 de enero | 13:30 |
| Bochum          | 0 - 1 | Arminia Bielefeld      | Vonovia Ruhrstadion          | 29 de enero | 20:30 |

| Fortuna Düsseldorf     | 1 - 0 | Sandhausen      | ESPRIT Arena                             | 2 de febrero | 18:30 |
| Núremberg              | 4 - 1 | Erzgebirge Aue  | Max-Morlock-Stadion                      | 2 de febrero | 18:30 |
| Ingolstadt 04          | 3 - 0 | Greuther Fürth  | Audi Sportpark                           | 3 de febrero | 13:00 |
| Heidenheim             | 3 - 1 | St. Pauli       | Voith-Arena                              | 3 de febrero | 13:00 |
| Holstein Kiel          | 1 - 1 | Jahn Regensburg | Holstein-Stadion                         | 3 de febrero | 13:00 |
| Darmstadt 98           | 1 - 2 | Duisburgo       | Jonathan-Heimes-Stadion am Böllenfalltor | 4 de febrero | 13:30 |
| Eintracht Braunschweig | 1 - 2 | Kaiserslautern  | Eintracht-Stadion                        | 4 de febrero | 13:30 |
| Dinamo Dresde          | 2 - 0 | Bochum          | DDV-Stadiom                              | 4 de febrero | 13:30 |
| Arminia Bielefeld      | 1 - 1 | Union Berlín    | Schüco-Arena                             | 5 de febrero | 20:30 |

| Bochum          | 2 - 1 | Darmstadt 98           | Vonovia Ruhrstadion          | 9 de febrero  | 18:30 |
| Kaiserslautern  | 3 - 1 | Holstein Kiel          | Fritz-Walter-Stadion         | 9 de febrero  | 18:30 |
| Union Berlín    | 3 - 1 | Fortuna Düsseldorf     | Alte Försterei               | 10 de febrero | 13:00 |
| Duisburgo       | 2 - 2 | Arminia Bielefeld      | Schauinsland-Reisen-Arena    | 10 de febrero | 13:00 |
| Jahn Regensburg | 2 - 0 | Heidenheim             | Continental Arena            | 10 de febrero | 13:00 |
| Greuther Fürth  | 1 - 0 | Dinamo Dresde          | Sportpark Ronhof             | 11 de febrero | 13:30 |
| Sandhausen      | 0 - 0 | Eintracht Braunschweig | BWT-Stadion am Hardtwald     | 11 de febrero | 13:30 |
| Erzgebirge Aue  | 0 - 0 | Ingolstadt 04          | Sparkassen-Erzgebirgsstadion | 11 de febrero | 13:30 |
| St. Pauli       | 0 - 0 | Núremberg              | Millerntor-Stadion           | 12 de febrero | 20:30 |

| Heidenheim             | 1 - 0 | Bochum          | Voith-Arena          | 16 de febrero | 18:30 |
| Kaiserslautern         | 0 - 1 | Sandhausen      | Fritz-Walter-Stadion | 16 de febrero | 18:30 |
| Ingolstadt 04          | 0 - 1 | St. Pauli       | Audi Sportpark       | 17 de febrero | 13:00 |
| Fortuna Düsseldorf     | 1 - 1 | Greuther Fürth  | ESPRIT-Arena         | 17 de febrero | 13:00 |
| Arminia Bielefeld      | 2 - 0 | Darmstadt 98    | Schüco-Arena         | 17 de febrero | 13:00 |
| Holstein Kiel          | 2 - 2 | Erzgebirge Aue  | Holstein Stadion     | 17 de febrero | 13:00 |
| Eintracht Braunschweig | 1 - 0 | Union Berlín    | Eintracht-Stadion    | 18 de febrero | 13:30 |
| Dinamo Dresde          | 1 - 0 | Jahn Regensburg | DDV-Stadiom          | 18 de febrero | 13:30 |
| Núremberg              | 3 - 1 | Duisburgo       | Max-Morlock-Stadion  | 18 de febrero | 13:30 |

| Arminia Bielefeld | 2 - 3 | Dinamo Dresde          | Schüco-Arena                             | 23 de febrero | 18:30 |
| Jahn Regensburg   | 4 - 3 | Fortuna Düsseldorf     | Continental Arena                        | 23 de febrero | 18:30 |
| Union Berlín      | 2 - 1 | Sandhausen             | Alte Försterei                           | 24 de febrero | 13:00 |
| Greuther Fürth    | 2 - 1 | Eintracht Braunschweig | Sporpark Ronhof                          | 24 de febrero | 13:00 |
| Erzgebirge Aue    | 2 - 1 | Kaiserslautern         | Sparkassen-Erzgebirgsstadion             | 24 de febrero | 13:00 |
| Duisburgo         | 2 - 1 | Ingolstadt 04          | Schauinsland-Reisen-Arena                | 24 de febrero | 13:00 |
| Darmstadt 98      | 1 - 1 | Heidenheim             | Jonathan-Heimes-Stadion am Böllenfalltor | 25 de febrero | 13:30 |
| St. Pauli         | 3 - 2 | Holstein Kiel          | Millerntor-Stadion                       | 25 de febrero | 13:30 |
| Bochum            | 0 - 0 | Núremberg              | Vonovia Ruhrstadion                      | 25 de febrero | 13:30 |

| Dinamo Dresde          | 0 - 2 | Darmstadt 98      | DDV-Stadiom              | 2 de marzo | 18:30 |
| Kaiserslautern         | 4 - 3 | Union Berlín      | Fritz-Walter-Stadion     | 2 de marzo | 18:30 |
| Sandhausen             | 1 - 1 | Erzgebirge Aue    | BWT-Stadion am Hardtwald | 3 de marzo | 13:00 |
| Núremberg              | 0 - 2 | Greuther Fürth    | Max-Morlock-Stadion      | 3 de marzo | 13:00 |
| Holstein Kiel          | 5 - 0 | Duisburgo         | Holstein Stadion         | 3 de marzo | 13:00 |
| Eintracht Braunschweig | 2 - 1 | Jahn Regensburg   | Eintracht-Stadion        | 4 de marzo | 13:30 |
| Heidenheim             | 2 - 2 | Arminia Bielefeld | Voith-Arena              | 4 de marzo | 13:30 |
| Fortuna Düsseldorf     | 2 - 1 | St. Pauli         | ESPRIT-Arena             | 4 de marzo | 13:30 |
| Ingolstadt 04          | 0 - 1 | Bochum            | Audi Sportpark           | 5 de marzo | 20:30 |

| Dinamo Dresde     | 3 - 2 | Heidenheim             | DDV-Stadiom                              | 9 de marzo  | 18:30 |
| Arminia Bielefeld | 1 - 0 | Núremberg              | Schüco-Arena                             | 9 de marzo  | 18:30 |
| Darmstadt 98      | 1 - 1 | Ingolstadt 04          | Jonathan-Heimes-Stadion am Böllenfalltor | 10 de marzo | 13:00 |
| St. Pauli         | 0 - 0 | Eintracht Braunschweig | Millerntor-Stadion                       | 10 de marzo | 13:00 |
| Greuther Fürth    | 2 - 1 | Kaiserslautern         | Sportpark Ronhof                         | 10 de marzo | 13:00 |
| Bochum            | 1 - 1 | Holstein Kiel          | Vonovia Ruhrstadion                      | 10 de marzo | 13:00 |
| Union Berlín      | 0 - 0 | Erzgebirge Aue         | Alte Försterei                           | 11 de marzo | 13:30 |
| Duisburgo         | 1 - 2 | Fortuna Düsseldorf     | Schauinsland-Reisen-Arena                | 11 de marzo | 13:30 |
| Jahn Regensburg   | 2 - 1 | Sandhausen             | Continental Arena                        | 11 de marzo | 13:30 |

| Fortuna Düsseldorf     | 4 - 2 | Arminia Bielefeld | ESPRIT-Arena                 | 16 de marzo | 18:30 |
| Holstein Kiel          | 2 - 1 | Heidenheim        | Holstein Stadion             | 16 de marzo | 18:30 |
| Union Berlín           | 2 - 2 | Jahn Regensburg   | Alte Försterei               | 17 de marzo | 13:00 |
| Sandhausen             | 2 - 3 | Bochum            | BWT-Stadion am Hardtwald     | 17 de marzo | 13:00 |
| Kaiserslautern         | 1 - 1 | St. Pauli         | Fritz-Walter-Stadion         | 17 de marzo | 13:00 |
| Ingolstadt 04          | 4 - 2 | Dinamo Dresde     | Audi Sportpark               | 18 de marzo | 13:30 |
| Eintracht Braunschweig | 3 - 2 | Duisburgo         | Eintracht-Stadion            | 18 de marzo | 13:30 |
| Núremberg              | 1 - 1 | Darmstadt 98      | Max-Morlock-Stadion          | 18 de marzo | 13:30 |
| Erzgebirge Aue         | 2 - 1 | Greuther Fürth    | Sparkassen-Erzgebirgsstadion | 19 de marzo | 20:30 |

| Dinamo Dresde     | 1 - 1 | Núremberg              | DDV-Stadiom                              | 31 de marzo | 13:00 |
| Heidenheim        | 1 - 2 | Ingolstadt 04          | Voith-Arena                              | 31 de marzo | 13:00 |
| Duisburgo         | 1 - 4 | Kaiserslautern         | Schauinsland-Reisen-Arena                | 31 de marzo | 13:00 |
| St. Pauli         | 1 - 1 | Sandhausen             | Millerntor-Stadion                       | 1 de abril  | 13:30 |
| Greuther Fürth    | 2 - 1 | Union Berlín           | Sportpark Ronhof                         | 1 de abril  | 13:30 |
| Bochum            | 2 - 0 | Eintracht Braunschweig | Vonovia Ruhrstadion                      | 1 de abril  | 13:30 |
| Arminia Bielefeld | 1 - 1 | Holstein Kiel          | Schüco-Arena                             | 1 de abril  | 13:30 |
| Jahn Regensburg   | 1 - 3 | Erzgebirge Aue         | Continental Arena                        | 1 de abril  | 13:30 |
| Darmstadt 98      | 1 - 0 | Fortuna Düsseldorf     | Jonathan-Heimes-Stadion am Böllenfalltor | 2 de abril  | 20:30 |

| Sandhausen             | 0 - 0 | Greuther Fürth    | BWT-Stadion am Hardtwald     | 6 de abril | 18:30 |
| Fortuna Düsseldorf     | 1 - 2 | Bochum            | ESPRIT-Arena                 | 6 de abril | 18:30 |
| Union Berlín           | 0 - 0 | Duisburgo         | Alte Försterei               | 7 de abril | 13:00 |
| Núremberg              | 3 - 2 | Heidenheim        | Max-Morlock-Stadion          | 7 de abril | 13:00 |
| Erzgebirge Aue         | 2 - 1 | St. Pauli         | Sparkassen-Erzgebirgsstadion | 7 de abril | 13:00 |
| Holstein Kiel          | 0 - 0 | Darmstadt 98      | Holstein Stadion             | 7 de abril | 13:00 |
| Ingolstadt 04          | 2 - 2 | Arminia Bielefeld | Audi Sportpark               | 8 de abril | 13:30 |
| Eintracht Braunschweig | 1 - 1 | Dinamo Dresde     | Eintracht-Stadion            | 8 de abril | 13:30 |
| Kaiserslautern         | 1 - 1 | Jahn Regensburg   | Fritz-Walter-Stadion         | 8 de abril | 13:30 |

| Greuther Fürth    | 1 - 2 | Jahn Regensburg        | Sportpark Ronhof                         | 13 de abril | 18:30 |
| Bochum            | 3 - 2 | Kaiserslautern         | Vonovia Ruhrstadion                      | 13 de abril | 18:30 |
| Dinamo Dresde     | 0 - 4 | Holstein Kiel          | DDV-Stadiom                              | 14 de abril | 13:00 |
| St. Pauli         | 0 - 1 | Union Berlín           | Millerntor-Stadion                       | 14 de abril | 13:00 |
| Arminia Bielefeld | 2 - 0 | Erzgebirge Aue         | Schüco-Arena                             | 14 de abril | 13:00 |
| Duisburgo         | 0 - 2 | Sandhausen             | Schauinsland-Reisen-Arena                | 14 de abril | 13:00 |
| Ingolstadt 04     | 1 - 1 | Núremberg              | Audi Sportpark                           | 15 de abril | 13:30 |
| Darmstadt 98      | 1 - 1 | Eintracht Braunschweig | Jonathan-Heimes-Stadion am Böllenfalltor | 15 de abril | 13:30 |
| Heidenheim        | 3 - 1 | Fortuna Düsseldorf     | Voith-Arena                              | 15 de abril | 13:30 |

| Eintracht Braunschweig | 0 - 0 | Arminia Bielefeld | Eintracht-Stadion            | 20 de abril | 18:30 |
| Greuther Fürth         | 1 - 1 | Bochum            | Sportpark Ronhof             | 20 de abril | 18:30 |
| Union Berlín           | 1 - 1 | Heidenheim        | Alte Försterei               | 21 de abril | 13:00 |
| Sandhausen             | 1 - 1 | Darmstadt 98      | BWT-Stadion am Hardtwald     | 21 de abril | 13:00 |
| Jahn Regensburg        | 3 - 1 | St. Pauli         | Continental Arena            | 21 de abril | 13:00 |
| Fortuna Düsseldorf     | 3 - 0 | Ingolstadt 04     | ESPRIT-Arena                 | 22 de abril | 13:30 |
| Kaiserslautern         | 0 - 1 | Dinamo Dresde     | Fritz-Walter-Stadion         | 22 de abril | 13:30 |
| Erzgebirge Aue         | 1 - 3 | Duisburgo         | Sparkassen-Erzgebirgsstadion | 22 de abril | 13:30 |
| Holstein Kiel          | 1 - 3 | Núremberg         | Holstein Stadion             | 23 de abril | 20:30 |

| Bochum            | 2 - 1 | Erzgebirge Aue         | Vonovia Ruhrstadion                      | 27 de abril | 18:30 |
| Arminia Bielefeld | 3 - 2 | Kaiserslautern         | Schüco-Arena                             | 27 de abril | 18:30 |
| Darmstadt 98      | 3 - 1 | Union Berlín           | Jonathan-Heimes-Stadion am Böllenfalltor | 28 de abril | 13:00 |
| Dinamo Dresde     | 1 - 2 | Fortuna Düsseldorf     | DDV-Stadiom                              | 28 de abril | 13:00 |
| St. Pauli         | 3 - 0 | Greuther Fürth         | Millerntor-Stadion                       | 28 de abril | 13:00 |
| Ingolstadt 04     | 1 - 5 | Holstein Kiel          | Audi Sportpark                           | 29 de abril | 13:30 |
| Heidenheim        | 2 - 0 | Sandhausen             | Voith-Arena                              | 29 de abril | 13:30 |
| Duisburgo         | 4 - 1 | Jahn Regensburg        | Schauinsland-Reisen-Arena                | 29 de abril | 13:30 |
| Núremberg         | 2 - 0 | Eintracht Braunschweig | Max-Morlock-Stadion                      | 30 de abril | 20:30 |

| Eintracht Braunschweig | 0 - 2 | Ingolstadt 04     | Eintracht-Stadion            | 6 de mayo | 15:30 |
| Union Berlín           | 3 - 1 | Bochum            | Alte Försterei               | 6 de mayo | 15:30 |
| St. Pauli              | 1 - 0 | Arminia Bielefeld | Millerntor-Stadion           | 6 de mayo | 15:30 |
| Greuther Fürth         | 2 - 2 | Duisburgo         | Sportpark Ronhof             | 6 de mayo | 15:30 |
| Sandhausen             | 0 - 2 | Núremberg         | BWT-Stadion am Hardtwald     | 6 de mayo | 15:30 |
| Fortuna Düsseldorf     | 1 - 1 | Holstein Kiel     | ESPRIT-Arena                 | 6 de mayo | 15:30 |
| Kaiserslautern         | 1 - 0 | Heidenheim        | Fritz-Walter-Stadion         | 6 de mayo | 15:30 |
| Erzgebirge Aue         | 0 - 0 | Dinamo Dresde     | Sparkassen-Erzgebirgsstadion | 6 de mayo | 15:30 |
| Jahn Regensburg        | 0 - 3 | Darmstadt 98      | Continental Arena            | 6 de mayo | 15:30 |

| Ingolstadt 04     | 1 - 3 | Kaiserslautern         | Audi Sportpark                           | 13 de mayo | 15:30 |
| Darmstadt 98      | 1 - 0 | Erzgebirge Aue         | Jonathan-Heimes-Stadion am Böllenfalltor | 13 de mayo | 15:30 |
| Dinamo Dresde     | 0 - 1 | Union Berlín           | DDV-Stadiom                              | 13 de mayo | 15:30 |
| Heidenheim        | 1 - 1 | Greuther Fürth         | Voith-Arena                              | 13 de mayo | 15:30 |
| Bochum            | 1 - 1 | Jahn Regensburg        | Vonovia Ruhrstadion                      | 13 de mayo | 15:30 |
| Núremberg         | 2 - 3 | Fortuna Düsseldorf (C) | Max-Morlock-Stadion                      | 13 de mayo | 15:30 |
| Arminia Bielefeld | 0 - 0 | Sandhausen             | Schüco-Arena                             | 13 de mayo | 15:30 |
| Duisburgo         | 2 - 0 | St. Pauli              | Schauinsland-Reisen-Arena                | 13 de mayo | 15:30 |
| Holstein Kiel     | 6 - 2 | Eintracht Braunschweig | Holstein Stadion                         | 13 de mayo | 15:30 |

### Campeón
|                                                           |
|                                                           |
| Fortuna Düsseldorf 2.° título Asciende a la 1. Bundesliga |
| También asciende 1. FC Núremberg como subcampeón.         |

## Play-offs de ascenso y descenso

### Partido por el ascenso
| 17 de mayo de 2018, 20:30 | Wolfsburgo                          | 3:1 (2:1)                     | Holstein Kiel | Volkswagen-Arena, Wolfsburgo                              |                                                           |
|                           | Origi 13' · Brekalo 40' · Mallı 56' | DFB Reporte Soccerway Reporte | Schindler 34' | Asistencia: 28 800 espectadores Árbitro(s): Deniz Aytekin | Asistencia: 28 800 espectadores Árbitro(s): Deniz Aytekin |

| 21 de mayo de 2018, 20:30 | Holstein Kiel | 0:1 (0:0)                     | Wolfsburgo | Holstein-Stadion, Kiel                                     |                                                            |
|                           |               | DFB Reporte Soccerway Reporte | Knoche 75' | Asistencia: 12 000 espectadores Árbitro(s): Daniel Siebert | Asistencia: 12 000 espectadores Árbitro(s): Daniel Siebert |

- Wolfsburgo ganó en el resultado global con un marcador de 4 - 1, por tanto logró la permanencia en la 1. Bundesliga para la siguiente temporada.

### Partido por el descenso
| 18 de mayo de 2018, 18:15 | Karlsruher | 0:0                           | Erzgebirge Aue | Wildparkstadion, Karlsruhe                                   |                                                              |
|                           |            | DFB Reporte Soccerway Reporte |                | Asistencia: 25 906 espectadores Árbitro(s): Sascha Stegemann | Asistencia: 25 906 espectadores Árbitro(s): Sascha Stegemann |

| 22 de mayo de 2018, 18:15 | Erzgebirge Aue      | 3:1 (1:1)                     | Karlsruher      | Sparkassen-Erzgebirgsstadion, Aue                           |                                                             |
|                           | Bertram 25' 53' 75' | DFB Reporte Soccerway Reporte | Schleusener 44' | Asistencia: 16 000 espectadores Árbitro(s): Bastian Dankert | Asistencia: 16 000 espectadores Árbitro(s): Bastian Dankert |

- Erzgebirge Aue ganó en el resultado global con un marcador de 3 - 1, por tanto logró la permanencia en la 2. Bundesliga para la siguiente temporada.

## Estadísticas
| Jugador             | Equipo               | Goles | Partidos | Penalti | Media |
| ------------------- | -------------------- | ----- | -------- | ------- | ----- |
| Marvin Ducksch      | Holstein Kiel        | 18    | 33       | 1       | 0.54  |
| Steven Skrzybski    | 1. FC Union Berlin   | 14    | 29       | 2       | 0.48  |
| Lukas Hinterseer    | VfL Bochum           | 14    | 31       | 0       | 0.45  |
| Hanno Behrens       | FC Núremberg         | 14    | 34       | 1       | 0.41  |
| Marco Grüttner      | SSV Jahn Regensburg  | 13    | 33       | 0       | 0.39  |
| Rouwen Hennings     | Fortuna Düsseldorf   | 13    | 33       | 2       | 0.39  |
| Andreas Voglsammer  | Arminia Bielefeld    | 13    | 34       | 1       | 0.38  |
| Mikael Ishak        | FC Núremberg         | 12    | 28       | 0       | 0.42  |
| Sebastian Andersson | 1. FC Kaiserslautern | 12    | 29       | 0       | 0.41  |
| Dominick Drexler    | Holstein Kiel        | 12    | 31       | 2       | 0.38  |

| Jugador             | Equipo                | Asistencias | Partidos |
| ------------------- | --------------------- | ----------- | -------- |
| Marc Schnatterer    | 1. FC Heidenheim 1846 | 13          | 32       |
| Sonny Kittel        | FC Ingolstadt 04      | 13          | 33       |
| Enrico Valentini    | FC Núremberg          | 11          | 33       |
| Christopher Trimmel | 1. FC Union Berlin    | 9           | 32       |
| Tobias Kempe        | SV Darmstadt 98       | 7           | 30       |
| Dominick Drexler    | Holstein Kiel         | 7           | 31       |
| Marvin Ducksch      | Holstein Kiel         | 7           | 33       |
| Fabian Klos         | Arminia Bielefeld     | 7           | 33       |

| Jugador          | Equipo                | Amonestaciones | Partidos |
| ---------------- | --------------------- | -------------- | -------- |
| Lukas Fröde      | MSV Duisburg          | 12             | 31       |
| Enis Hajri       | MSV Duisburg          | 12             | 25       |
| Calogero Rizzuto | FC Erzgebirge Aue     | 11             | 28       |
| Julian Börner    | Arminia Bielefeld     | 11             | 25       |
| Kaan Ayhan       | Fortuna Düsseldorf    | 10             | 31       |
| Mathias Wittek   | 1. FC Heidenheim 1846 | 10             | 24       |

| Jugador         | Equipo               | Expulsiones | Partidos |
| --------------- | -------------------- | ----------- | -------- |
| Kaan Ayhan      | Fortuna Düsseldorf   | 2           | 31       |
| Benjamin Kessel | 1. FC Kaiserslautern | 2           | 24       |
| Dennis Kempe    | FC Erzgebirge Aue    | 2           | 25       |